# Болдін Валерій Іванович
Валерій Іванович Болдін (нар. 7 вересня 1935, місто Тутаєв, тепер Ярославської області, Російська Федерація — 14 лютого 2006, місто Москва) — радянський партійний діяч, завідувач загального відділу ЦК КПРС, помічник генерального секретаря ЦК КПРС, керівник апарату президента СРСР. Кандидат у члени ЦК КПРС у 1986—1988 роках. Член ЦК КПРС у 1988—1991 роках. Депутат Верховної Ради СРСР 11-го скликання. Народний депутат СРСР (1989—1991). Кандидат економічних наук (1969).

## Життєпис
У 1953—1956 роках — радіомонтер дистанції сигналізації шляху Московсько-Рязанської залізниці.
У 1956—1961 роках — студент економічного факультету Московської сільськогосподарської академії імені Тімірязєва.
Член КПРС з 1960 року.
З 1960 року — літературний співробітник редакції газети «Правда».
У 1961—1965 роках — в апараті ЦК КПРС.
У 1965—1969 роках — слухач Академії суспільних наук при ЦК КПРС.
З 1969 року — економічний оглядач, заступник редактора, редактор по сільськогосподарському відділу, з 1973 року — член редакційної колегії газети «Правда». Викладав на Вищих економічних курсах при Держплані СРСР.
У 1981—1985 роках — помічник секретаря ЦК КПРС Михайла Горбачова. У 1985—1987 роках — помічник генерального секретаря ЦК КПРС Михайла Горбачова.
У січні 1987—1991 роках — завідувач загального відділу ЦК КПРС.
23 березня 1990 — 22 серпня 1991 року — член Президентської ради СРСР.
17 квітня 1990 — 22 серпня 1991 року — керівник апарату президента СРСР Михайла Горбачова.
Брав активну участь у подіях серпня 1991 року на боці Державного комітету з надзвичайного стану (ДКНС—ГКЧП). 18 серпня 1991 року в складі групи з чотирьох осіб (Бакланов, Болдін, Варенников і Шенін) літав до Горбачова у Форос. О 18:00 їх група вилетіла назад в Москву.
22 серпня 1991 року був звільнений з посади і заарештований у справі ДКНС, перебував у слідчому ізоляторі «Матроська тиша» У грудні 1991 року звільнений під підписку про невиїзд. 6 травня 1994 року кримінальну справу проти Болдіна припинено на підставі постанови Державної Думи «Про оголошення політичної та економічної амністії».
Потім — на пенсії в Москві. Автор книги «Крах п'єдесталу. Штрихи до портрету М. С. Горбачова» (1995).
Помер 14 лютого 2006 року. Похований в Москві на Троєкуровському цвинтарі.

## Нагороди
- орден Трудового Червоного Прапора
- орден Дружби народів
- медалі